# Francesco Manganelli
Francesco Manganelli, detto Franco (Nola, 20 ottobre 1940 – Cimitile, 31 agosto 2022), è stato un politico e scrittore italiano.

## Carriera

### Istruzione e formazione
Si è laureato in Economia e Commercio nel 1963 all'Università di Napoli, presentando la tesi Il problema del consumatore. È stato per alcuni anni assistente volontario prima presso la cattedra di Economia Politica e poi presso quella di Sociologia della Facoltà di Economia e Commercio dell'Università Federico II. 
Ha conseguito l'abilitazione all'insegnamento di Istituzioni di diritto ed economia politica nel 1964 ed all'insegnamento di Discipline economiche ed aziendali nel 1965.
Ha collaborato per qualche tempo nell'attività di ricerca dell'antropologo prof. Tullio Tentori.
Nel 1978, l'Università degli Studi di Salerno ha riconosciuto al prof. Manganelli la qualifica di «studioso dell'Antropologia culturale».

### Attività di docente
Ha insegnato Discipline economiche ed aziendali presso l'ITC “A. Masullo” di Nola come docente di ruolo, fino al 1996.
Nel 1967 fu chiamato ad insegnare Dottrina sociale della Chiesa presso l'allora Istituto di Scienze religiose “Duns Scoto” di Nola. 
Nella seconda metà degli anni ottanta, è stato chiamato ad insegnare, prima come docente incaricato e poi come docente stabile, Sociologia generale e – dal 2008 – anche Storia delle dottrine politiche e economiche presso l'Istituto Superiore di Scienze Religiose “G. Duns Scoto” di Nola (sub potestate atque ductu della Pontificia Facoltà Teologica dell'Italia Meridionale).
Dal 1997 al 2011 è stato docente aggiunto presso lo Studio Francescano Interfamiliare Campano-Lucano di Nola (affiliato alla Facoltà di Teologia della Pontificia Università Antonianum di Roma), dove ha insegnato Sociologia generale e delle religioni.

### Incarichi
Dal settembre 2009 al luglio 2014 è stato Direttore dell'ISSR “G. Duns Scoto” di Nola.
È stato coordinatore della rubrica “Libronostro” presso la Biblioteca diocesana S. Paolino di Nola, alla quale ha dato la propria collaborazione fin dalla sua istituzione nel 1975.
Per diversi anni (fino al 2005) lui e la moglie sono stati la coppia coordinatrice dell'Ufficio per la Pastorale Familiare della Diocesi di Nola. 
Nella stessa Diocesi ha ricoperto i ruoli di Revisore dei conti presso l'Istituto per il Sostentamento del Clero e di Responsabile del Servizio per la promozione al sostegno economico della Chiesa.
È stato deputato alla Camera dei deputati del Parlamento italiano nella XII legislatura: è stato eletto deputato nel collegio di Nola, nella lista Alleanza democratica. È stato componente della V Commissione (Bilancio e Tesoro), della XII Commissione (Affari sociali), della Commissione Speciale Competente in materia di infanzia e della Commissione Parlamentare di inchiesta sulla attuazione della politica di cooperazione con i Paesi in via di sviluppo. (v. sito www.camera.it/).
Ricandidato alle elezioni politiche del 1996 e del 2001 alla Camera dei Deputati nel collegio uninominale di Nola, viene sempre sconfitto dal candidato della Casa delle Libertà Paolo Russo.

### Attività di ricerca
Ha svolto diverse ricerche sul territorio nolano, soprattutto nell'ambito della religiosità popolare. Ha al suo attivo numerose pubblicazioni in questo settore.
Aprendosi a problemi più generali, il prof. Manganelli ha anche dedicato molta attenzione al dibattito su “Economia ed etica” ed ha prodotto una serie di saggi.
Negli ultimi anni ha condotto uno studio sul pensiero di Giordano Bruno pubblicando tre monografie.
Da anni tiene conferenze su problematiche socioculturali sia in ambienti civili che in alcune Diocesi della Campania. Da oltre trent'anni è invitato con la moglie dalle parrocchie della Diocesi di Nola nei corsi per nubendi.

## Opere

### Monografie
- 1973 – La festa infelice, Ed. L.E.R., Napoli.
- 1976 – Un modello interpretativo dell'organizzazione della società tradizionale, Tip. G. Scala, Nola.
- 1976 – Tradizioni popolari e permanenze simboliche, Tip. G. Scala, Nola.
- 1979 – Sette miracoli a Madonna dell'Arco: radiografia di un culto, Tip. G. Scala, Nola.
- 1980 – Il Cimiterio. Continuità di un luogo sacro, Ed. Hyria, Nola.
- 1985 – La grande festa. La via dei maj, Ed. L.E.R., Marigliano.
- 1987 – Invito alla Festa. Ricerca sul senso della “Sagra dei Gigli” di Nola, Tip. G. Scala, Nola.
- 2000 – Dialoghi piani di fra' Agnello Mancin su Gli Eroici furori di Giordano Bruno, Guida Editore, Napoli. ISBN 88-7188-381-0.
- 2005 – La Cabala nolana. Dialoghi sull'asinità “di” Giordano Bruno, Guida Editore, Napoli. ISBN 88-6042-146-2.
- 2009 – Il trionfo della bestia spacciata da Giordano Bruno, Ed. Pro loco, Nola.
- 2014 – Cielo e terra. Dialoghi sul Padre Nostro, Ed. ilmiolibro.it, Gruppo Editoriale L'Espresso, Roma. ISBN 978-88-91085-71-9.
- 2015 – La struttura sociale, la communitas e l'ek-klesia. Introduzione alla sociologia della fede,  Ed. ilmiolibro.it, Gruppo Editoriale L'Espresso, Roma. ISBN 978-88-91090-36-2.
- 2015 - Saggi critici di Antropologia economica, Ed. ilmiolibro.it, Gruppo Editoriale L'Espresso, Roma.
- 2015 - Saggi critici di Antropologia culturale, Ed. ilmiolibro.it, Gruppo Editoriale L'Espresso, Roma.
- 2015 - Escursioni teologiche, Ed. ilmiolibro.it, Gruppo Editoriale L'Espresso, Roma.
- 2016 - La Festa e oltre, Giglio del Fabbro 2016, Nola.